# 鈴木重吉
鈴木重吉（すずきしげよし、1900年6月25日 - 1976年10月8日）は、日本の映画監督・脚本家。

## 人物
東京市出身。傾向映画と呼ばれたプロレタリア映画を中心に1920年代から1930年代にかけて多くの作品を監督する。
1926年の『土に輝く』（松竹映画）で初監督。1930年、監督・脚本をつとめた『何が彼女をさうさせたか』がヒットし、題名が流行語ともなった。
阪妻・立花・ユニヴァーサル連合映画、マキノ映画、帝国キネマ、入江プロ（新興キネマ）、不二映画社、日活、東和商事映画部と渡り歩き1939年の『富貴春夢』（満映）を最後に現場から離れるが、1950年『東京ルムバ』（大泉映画）で復帰する。1954年に大映に移籍、1956年まで監督を続けた。
その後も『東京オリンピックへの道』（1963年、東宝）の構成・編集を行っている。
晩年は写真集の出版に当たった。1976年10月8日、神奈川県鎌倉市の自宅で死去。76歳。

## 監督作品
- 土に輝く（1926年、松竹キネマ）
- 運動家（1926年、松竹キネマ）
- 運命の子（1926年、松竹キネマ）
- 人間愛（1926年、松竹キネマ）
- 霧の中の灯（1926年、松竹キネマ）
- 裸騒動記（1926年、松竹キネマ）
- 裸女（1926年、松竹キネマ）
- 曲馬団の姉妹（1926年、松竹キネマ）
- おとし穽（1926年、松竹キネマ）
- 冬休み（1927年、松竹キネマ）
- 青蛾（1927年、阪妻・立花・ユニヴァーサル聯合映画）
- 雲雀（1927年、阪妻・立花・ユニヴァーサル聯合映画）
- 弱虫（1927年、阪妻・立花・ユニヴァーサル聯合映画）
- 田中宰相の少年時代（1928年、マキノ映画）
- 恋のジャズ（1929年、帝国キネマ）
- 何が彼女をさうさせたか[2][3]（1930年、帝国キネマ）
- 踊る幻影（1930年、帝国キネマ）
- 子守唄[4][5][6]（1930年、帝国キネマ）
- 腕（1930年、帝国キネマ）
- 愛すべく（1931年、帝国キネマ）
- 何が彼女を殺したか（1931年、新興キネマ）
- 栄冠涙あり（1931年、不二映画社）
- 熊の出る開墾地（1932年、不二映画社）
- 金色夜叉（1932年、不二映画社）
- 銀嶺富士に甦る（1933年、不二映画社）
- 青春無情（1933年、日活）
- 蒼眸黒眸（1933年、日活）
- 見染められた青年（1934年、日活）
- 潮（1934年、日活）
- 雁来紅（1934年、入江ぷろだくしょん）
- 貞操問答（1935年、入江ぷろだくしょん）
- 裏町の乾杯（1935年、第一映画社）
- 花嫁学校（1935年、新興キネマ）
- 洋上の感激（1936年、新興キネマ）
- 雷鳴（1936年、新興キネマ）
- 新月抄（1936年、新興キネマ）
- 現代日本（1937年、国際映画協会）
- 淨婚記 真砂の巻（1937年、新興キネマ）
- 淨婚記 比芙美の巻（1937年、新興キネマ）
- 小国民（1938年、新興キネマ）
- 東洋平和の道（1938年、東和商事）
- 富貴春夢（1939年、満洲映画協会）
- 東京ルムバ（1950年、大泉映画）
- 哀愁の港 やくざブルース（1950年、大泉映画）
- 新しき天（1954年、大映）
- 母千草（1954年、大映）
- お嬢さん先生（1955年、大映）
- 東京暴力団（1955年、大映）
- ブルーバ（1955年、大映）
- 豹の眼（1956年、大映）
- 青竜の洞窟（1956年、大映）